# Marcel Pheijffer
Marcel Pheijffer (Rotterdam, 13 december 1967) is een Nederlandse hoogleraar Accountancy aan de Nyenrode Business Universiteit en hoogleraar Forensische Accountancy aan de Universiteit Leiden. Ook is hij raadsheer-plaatsvervanger bij het gerechtshof in Den Haag en lid van de licentiecommissie van de KNVB.

## Carrière
Marcel Pheijffer werd op 13 december 1967 geboren in Rotterdam. In 1985 begon hij met zijn studie Accountancy aan NIVRA-Nyenrode. Later studeerde hij ook strafrecht aan de Faculteit Rechtsgeleerdheid van de Universiteit Leiden, waar hij op 19 september 2000 promoveerde op het proefschrift De forensisch accountant: het recht meester. Tijdens en na zijn studie werkte hij bij de Belastingdienst van het Ministerie van Financiën, onder meer als forensisch accountant bij de Fiscale Inlichtingen- en Opsporingsdienst. Van mei 2003 tot februari 2008 was hij directeur van de NIVRA-Nyenrode School of Accountancy & Controlling. Van januari 2006 tot januari 2009 was hij lid van de International Auditing en Assurance Standards Board (IAASB), een van de organen van de International Federation of Accountants (IFAC).
In 2002/2003 was hij de secretaris van de parlementaire onderzoekscommissie voor fraude in de Bouwsector. Sinds september 2000 is hij hoogleraar aan Nyenrode en de Universiteit Leiden. Hij heeft diverse malen opgetreden als getuige-deskundige in rechtszaken. Ook was hij lid van de Noord-Hollandse commissie Operatie Schoon Schip. In januari 2014 nam Pheijffer zitting in het College van Beroep van NOAB, de Nederlandse Orde van Administratie- en Belastingdeskundigen.
Zijn belangrijkste aandachtsgebieden zijn: forensische accountancy, fraude, witwassen van geld, creatief boekhouden en frauduleus rapportage, ethiek en integriteit, corporate governance en publiek toezicht. Pheijffer staat bekend om zijn kritische opstelling jegens het functioneren van accountants, onder meer in zijn blogs en ingezonden stukken.

### Tuchtklacht
Op 6 oktober 2015 is een tuchtklacht ingediend tegen Marcel Pheijffer door twee lokale politieke partijen uit de gemeente Bussum. Dit naar aanleiding van Pheijffers onderzoek naar declaratiegedrag van burgemeester Heijman. Op 9 oktober 2015 diende de SP-fractie van de provincie Noord-Holland naar aanleiding van deze tuchtklacht schriftelijke vragen in bij het provinciaal bestuur. Hierin vroeg afgevaardigde Boelhouwer o.m. waarom dit onderzoek € 40.000 moest kosten en waarom bepaalde declaratiebonnen niet onderzocht werden. De uitspraak van de tuchtklacht: van de 14 klachten zijn 3 klachten gegrond verklaard, zonder oplegging van een maatregel. Op 14 december 2017 heeft het College van Beroep voor het bedrijfsleven de uitspraak van de Accountantskamer vernietigd. Het college heeft Pheijffer alsnog de maatregel van waarschuwing opgelegd.
- Gemeinsame Normdatei: 173448518
- International Standard Name Identifier: 0000 0003 5946 3651
- Library of Congress Control Number: no2015103732
- NARCIS: PRS1242418
- Nederlandse Thesaurus van Auteursnamen: 156184885
- Système universitaire de documentation: 069257159
- Virtual International Authority File: 218627993
- WorldCat: E39PBJcrhQcb3m8tqVqWVKf6rq